# Firmicus (cratère)
Firmicus est un cratère d'impact lunaire situé à l'est de la face visible de la Lune. Il se trouve sur la rive occidentale de la Mare Undarum, au nord-est du cratère Apollonius et à côté des cratères Auzout et Dubyago. Le bord de ce cratère touche la petite mare lunaire du Lacus Perseverantiae. L'intérieur du cratère possède un albédo de même luminosité que la Mare Crisium voisine. 
En 1935, l'union astronomique internationale a donné le nom de l'astrologues romain Julius Firmicus Maternus à ce cratère lunaire.

## Cratères satellites
Les cratères dit satellites sont de petits cratères situés à proximité du cratère principal, ils sont nommés du même nom mais accompagnés d'une lettre majuscule complémentaire (même si la formation de ces cratères est indépendante de la formation du cratère principal). Par convention ces caractéristiques sont indiquées sur les cartes lunaires en plaçant la lettre sur le point le plus proche du cratère principal. Liste des cratères satellites de Firmicus : 
| Firmicus | Latitude | Longitude | Diamètre |
| -------- | -------- | --------- | -------- |
| A        | 6.4° N   | 65.1° E   | 8 km     |
| B        | 7.3° N   | 65.8° E   | 14 km    |
| C        | 7.7° N   | 66.5° E   | 13 km    |
| D        | 5.9° N   | 64.4° E   | 11 km    |
| E        | 8.0° N   | 63.6° E   | 9 km     |
| F        | 6.5° N   | 61.8° E   | 9 km     |
| G        | 6.9° N   | 61.9° E   | 9 km     |
| H        | 7.5° N   | 60.3° E   | 7 km     |
| M        | 4.1° N   | 67.2° E   | 42 km    |